# Mutrah
Mutrah, (arabsko مطرح) upravno vilajet, je v governoratu Maskat v Omanu. Pred odkritjem nafte v Omanu je bil Mutrah središče trgovine v Omanu (Maskat). Še vedno je trgovsko središče, saj je tam eno največjih morskih pristanišč v regiji. Druge znamenitosti so Suk Mutrah, tradicionalni bazar in Sour Al-Lavatia, majhna skupnost hiš, obdanih s starim obzidjem. Na jugu leži okrožje Maskat.

## Demografija
Ob obisku diplomata Edmunda Robertsa je v zgodnjih 1830-ih v Mutrahu po ocenah živelo približno 8000 ljudi. Prebivalstvo okrožja je po popisu leta 2016 štelo 234.225, v primerjavi z 200.578 leta 2014, zaradi česar je to najgosteje naseljeno okrožje v državi.

## Gospodarstvo
Sredi 19. stoletja je bila v Mutrahu industrija za popravila plovil.

### Suk v Mutrahu
Al Dhalam (tema v arabščini) suk je lokalno ime za suk v Mutrahu. Suk v Muttrahu je ena najstarejših tržnic v Omanu, ki sega dvesto let nazaj. Je ob pristanišču Maskat in je v dobi jadrnic doživel ogromno trgovine, saj je strateško lociran na poti v Indijo in na Kitajsko. Ime je dobil po têmi zaradi natrpanih stojnic in ulic, kamor podnevi ne prodrejo sončni žarki in kupci potrebujejo svetilke, da vedo, kje so. Ime tržnice je bilo povzeto posebej po delu, ki se razteza od mošeje Al Lavatija do Hour Bimba, kjer je mesto res polno trgovin in stojnic, ozko območje ulic pa ne dopušča vstopa sončni svetlobi. Trg je bil vir ponudbe za Omance, kjer so lahko kupili svoje potrebe v 1p60-ih, ko so bile življenjske zahteve preprostejše kot danes. Večino blaga je bilo uvoženega, poleg lokalnih proizvodov, kot so tekstil, sadje, zelenjava in dateljni.
V preteklosti je bila tržnica zgrajena iz blata in palmovih listov, ki ustrezajo visokim temperaturam in težkim podnebnim razmeram in so bili zato najboljši dostopni materiali za gradnjo tržnice v tistem času. Danes je občina Maskat prenovila in okrasila tržnico, da bi ohranila priljubljen slog, vendar je uvedla tudi sodobno opremo in močno preuredila tržnico, da bi pritegnila turiste in naredila nakupovalno izkušnjo udobno za turiste in druge običajne kupce.
Trg postane bolj natrpan in aktiven med sezonami Eid, ko Omanci prihajajo iz vse države, da kupijo oblačila in nakit.
Glavna prometnica suka ponuja predvsem gospodinjske izdelke, čevlje in konfekcijo. V notranjosti se mešajo vonji kadila, parfumskih olj, svežega jasmina in začimb. Obstajajo tudi majhne trgovinice (na stranskih ulicah in uličicah, ki vodijo do suka) z omanskim srebrom, stojnicami z belimi dolgimi oblačili dišdaša in vezenimi kumah, živobarvnimi tkaninami in večbarvnimi naglavnimi rutami. Nakupovalci lahko na teh tržnicah dobijo celo stare arabske muškete.
Drugi predmeti, ki se prodajajo na suku, so omanski lonci, slike, vodne pipe, uokvirjene handžarje (bodala), usnjene izdelke in kadilo.
Suk ima različna imena: Market of Darkness, zaradi neštetih ulic in cest, ob katerih se vrstijo trgovine, ki podnevi zastirajo sonce. Vzhodni in zahodni del sta znana tudi kot »mali trg« in »veliki trg«.

## Pristanišče Sultan Kabus
Pristanišče Sultan Kabus, običajno imenovano pristanišče Maskat, je eno glavnih komercialnih pristanišč v Omanu. Je glavni pomorski prehod Omana, ki uživa odlično lokacijo v politično stabilnem sultanatu. Je v naravnem pristanišču 250 km južno od Hormuške ožine na obali Indijskega oceana Arabskega polotoka. Zaradi svoje lege je pristanišče Sultan Kabus idealno središče ne le za Perzijski zaliv, ampak tudi za indijsko podcelino ter trge v vzhodni in južni Afriki.
Lokacija pristanišča ponuja znatne prihranke pri času zadrževanja v primerjavi z drugimi pristanišči. Pristaniška tarifa je zelo ugodna v primerjavi z drugimi v regiji. Že tako impresivna infrastruktura, usposobljena delovna sila, hitri in učinkoviti postopki ravnanja in sistem preverjanja dokumentacije v PSC bodo letos še izboljšani.
Med vladavino Sajida Sultana bin Ahmeda v 18. stoletju se je trgovska dejavnost Omana povečala in dve pristanišči glavnega mesta — Maskat in Mutrah — sta se razširili, Mutrah je bil hitro uveljavljen kot komercialno pristanišče, medtem ko je bil Maskat uporabljen za pomorske operacije. Vladarjev sin Sajid Said je še naprej širil pomorsko trgovino, čeprav je po njegovi smrti leta 1856 ponovno zašla v zaton. Pomorska dejavnost je bila omejena na uvoz osnovnih predmetov, predvsem iz Indije s starodobnimi lesenimi dhovi. Ladje so se morale zasidrati na morju in včasih čakati več dni, preden so lahko tovor ročno raztovorili v majhne čolne.
Vse to se je spremenilo s prihodom HM sultana Kabus bin Saida, ki je odprl novo obdobje pomorske trgovine in blaginje v Omanu, ko je leta 1974 ustanovil Mina Kabus (zdaj Port Sultan Kabus).
Pristanišče Sultan Kabus od novembra 1976 upravlja in vzdržuje Port Services Corporation S.A.O.G.. Do leta 1981 je bil promet pretežno klasični tovor. S prihodom kontejnerizacije je PSQ razvil dva svoja priveza za kontejnerske ladje in ti objekti so bili v celoti operativni do leta 1983–1984.
PSC se je leta 1984 lotil informatizacije svojih operacij in zaledne pisarne. Prvi sistem za upravljanje premikov zabojnikov je začel delovati od leta 1985 do 1999. Nato so bile računalniške aplikacije izboljšane, da so pokrivale vse zaledne operacije, vključno z izdajanjem računov in računi.
V zgodnjih 1990-ih se je pristaniška infrastruktura še izboljšala. Še dva priveza sta bila spremenjena za večnamenska plovila, vključno s kontejnerskimi ladjami in opremljena z dodatnimi tremi portalnimi žerjavi ob obali. Ranžirna postaja in prazno dvorišče sta bila opremljena z gumijastimi mostovi. Danes je pristanišče idealno pretovorno središče za trgovinske tokove pristanišč zgornjega dela Perzijskega zaliva in Rdečega morja.

## V popularni kulturi
Mutrah je tudi zemljevid v priljubljeni modifikaciji Battlefield 2, Project Reality. Predstavljen je bil tudi na The Amazing Race v osmi epizodi 17. sezone.